# 美人蟳
美人蟳（学名：Charybdis callianassa）为梭子蟹科蟳属的动物。分布于澳大利亚、暹罗湾、马来群岛、印度、巴基斯坦，包括南海、福建、浙江等海域，多见于海水。